# Philip Ludvig af Slesvig-Holsten-Sønderborg-Wiesenburg
Philip Ludvig af Slesvig-Holsten-Sønderborg-Wiesenburg (27. oktober 1620 i Beck; død 10. marts 1689 i Schneeberg) var grundlægger og den første hertug af linjen Slesvig-Holsten-Sønderborg-Wiesenburg. Hans gren af huset Slesvig-Holsten-Sønderborg er opkaldt efter Wiesenburg Slot, nær Zwickau.